# Patrick McGrath (Politiker)
Patrick McGrath (* Ende 19. Jahrhundert; † 20. Juni 1956) war ein irischer Politiker und Abgeordneter im Dáil Éireann.
McGarth wurde am 14. Juni 1946 für die Fianna Fáil in einer Nachwahl in den 12. Dáil Éireann gewählt und konnte bei den folgenden Wahlen sein Mandat verteidigen. McGarth blieb bis zu seinem Tod Abgeordneter im Dáil Éireann (Teachta Dála).
1952 wurde er zum Lord Mayor of Cork gewählt und übte dieses Amt bis zu seinem Tod aus. Des Weiteren war er Mitglied des Cork County Council sowie diverser Organisationen und Komitees.
McGarth hatte eine Tochter.